# Tera de Marez Oyens
Tera de Marez Oyens (Woltera Gerharda Wansink) (født 5. august 1932 i Velsen, død 29. august 1996 i Hilversum, Holland) var en hollandsk komponist, pianist, dirigent, violinist og lærer.
Oyens studerede klaver, violin, cembalo og direktion på Musikkonservatoriet i Amsterdam, og tog kompositions timer hos Hans Henkemans. Hun studerede senere elektroniskmusik på Universitetet i Utrecht. Oyens har skrevet 3 symfonier, orkesterværker, elektroniskmusik, kammermusik, vokalmusik, salmer, solostykker for mange instrumenter etc. Hun underviste kort som lærer i komposition på Zwolle Musikkonservatorium, inden hun helt helligede sig en karriere som freelancekomponist.

## Udvalgte værker
- Symfoni nr. 1 "Udtalelse" (1987) - for kor og orkester
- Symfoni nr. 2 "Squaw Sachem" (1993) - for orkester
- Symfoni nr. 3 "Ceremonier" (1993) - for orkester
- "Lyd og stilhed" (1971) - elektronisk musik